# Faria (Portugal)
Faria is een plaats (freguesia) in de Portugese gemeente Barcelos en telt 583 inwoners (2001).